# Martin Marietta X-23
Le Martin-Marietta X-23A PRIME (pour Precision Reentry Including Maneuvering reEntry) est un petit véhicule de rentrée atmosphérique à corps portant testé par l'United States Air Force dans les années 1960. Contrairement à l'ASSET, principalement utilisé pour des recherches sur l'échauffement structurel, le programme X-23 PRIME a pour objectif d'étudier les manœuvres en phase de rentrée atmosphérique permettant un déport latéral pouvant atteindre 1 143 km (710 miles) hors de la trajectoire balistique.

## Conception
La structure et le revêtement du X-23 sont constitués de différents alliages de titane, de béryllium, d'acier inoxydable, et d'aluminium. L'appareil peut principalement se décomposer en un tronçon supérieur et un bouclier thermique ablatif, développé par Martin, d'une épaisseur variant de 20  à   70 mm (¾ à 2 ¾ pouces) d'épaisseur. Le nez de l'appareil est quant à lui protégé par une coiffe en matériau phénoplaste à base de carbone.
En phase de rentrée atmosphérique le contrôle de l'appareil est assuré par une paire de volets d'intrados d'une surface de 30 cm2, par des volets d'extrados ainsi que par des gouvernes de directions montées en bord de fuite des winglets. De l'azote sous pression est utilisé pour les changements de trajectoire extra-atmosphériques. À la fin de la phase de rentrée un ballute (ballon parachute) est déployé à vitesse bi-sonique freinant la descente du véhicule. Un parachute de récupération de 16,4 m de diamètre est ensuite déployé en vue d'achever de ralentir l'appareil et de permettre sa récupération en plein vol par un JC-130B Hercules spécialement équipé.

## Les essais en vol
Le premier véhicule PRIME est lancé depuis Vandenberg AFB le 21 décembre 1966 par une fusée Atlas SLV-3. Cette mission avait pour but de simuler une rentrée en orbite basse sans déport latéral. Le ballute est déployé à 30 430 m d'altitude mais le parachute de récupération ne s'ouvre pas correctement et le véhicule s'écrase dans l'océan Pacifique.
Le 5 mars 1967 le second véhicule est lancé et effectue une rentrée avec un déport latéral de 1 053 km ainsi que des virages à vitesses hypersonique. une fois encore le parachute principal ne s'ouvre pas correctement et le 2e X-23 s'écrase lui aussi dans le Pacifique.
La troisième et dernière mission PRIME a lieu le 19 avril 1967. L'appareil effectue une rentrée depuis une orbite basse avec un déport latéral de 1 143 km. Tous les systèmes fonctionnent parfaitement et le X-23 est récupéré avec succès. L'aéronef est actuellement exposé au Musée national de la Force aérienne des États-Unis à Wright-Patterson Air Force Base dans l'Ohio.